# شهرستان ذباب
ناحیهٔ ذباب (به عربی: مدیریة ذباب) یک ناحیه در یمن است که در استان تعز واقع شده‌است.

## خصوصیات
ناحیهٔ ذباب ۳۵٬۰۵۴ نفر جمعیت دارد.